# 과천문원중학교 축구부
과천문원중학교 축구부는 경기도 과천시에 위치한 과천문원중학교의 축구부이다.

## 같이 보기
- 경희중학교